# 傑瑞米·泰勒
傑瑞米·邁爾斯·泰勒（1991年6月21日—）為美國男子籃球運動員，場上位置為中鋒。

## 生平
泰勒從四年級開始與父親跟叔叔居住，並由兩人扶養長大，六年級開始打籃球。2009年4月下旬，儘管曾口頭承諾進入路易斯維爾大學就讀，當時17歲、聖地牙哥高中三年級的泰勒宣布將前往歐洲打球，放棄高中最後一年的出賽資格，兩年後返回美國再投入2011年NBA选秀。8月12日，泰勒以年薪14萬美元加盟以色列球隊Maccabi Haifa，泰勒有獲得其他球隊更高的報價，但泰勒認為上場時間比薪資來得重要。
2010年3月18日，泰勒在賽季還有五週的賽程情況下離隊，泰勒共出賽10場比賽，場均上場7.6分鐘，留下場均2.1分、1.9籃板的成績。7月29日，日本球隊東京阿帕契宣布泰勒加盟事宜，泰勒將接受前NBA教頭Bob Hill執教。
東京阿帕契的賽程於2011年3月受到311大地震影響而中斷，泰勒出賽了33場比賽，場均上場15.4分鐘，繳出9.9分、6.4籃板的表現。6月23日，泰勒在NBA选秀第二輪第39順位被夏洛特山貓選中，之後被交易至金州勇士。12月14日，泰勒與金州勇士完成簽約。
2014年9月23日，洛杉矶湖人宣布簽下泰勒。10月20日，洛杉矶湖人宣布釋出泰勒。10月28日，中国男子篮球职业联赛山西猛龙宣布簽下泰勒作為球隊新賽季的中鋒。泰勒2014-15賽季的場均表現為22分、11.4籃板。
2015年11月25日，福建鱘宣布泰勒加盟事宜。泰勒總計替福建鱘出賽24場，場均可挹注18.9分、9.3籃板。2016年9月23日，泰勒加盟天津金狮。場均可為天津金狮貢獻20.8分、9.5籃板。2021年4月11日，辽宁飞豹宣布泰勒正式成為球隊的註冊球員。
2023年3月3日，泰勒加盟P. LEAGUE+新竹街口攻城獅，球團取中文名為「太樂」。5月22日，泰勒加盟梅亚圭兹印第安人。

## 外部連結
- 傑瑞米·泰勒在NBA（英语）
- 傑瑞米·泰勒在P. LEAGUE+
- 傑瑞米·泰勒在Basketball-Reference.com（NBA）（英语）
- 傑瑞米·泰勒在Basketball-Reference.com（NBA G聯盟）（英语）
- 傑瑞米·泰勒在Basketball-Reference.com（國際）（英语）
- 傑瑞米·泰勒在ESPN（NBA）（英语）
- 傑瑞米·泰勒在Eurobasket.com（球員）（英语）
- 傑瑞米·泰勒在RealGM（英语）
- 傑瑞米·泰勒在Proballers（英语）